# Liebstadia divergens
Liebstadia divergens är en kvalsterart som först beskrevs av Mihelcic 1955.  Liebstadia divergens ingår i släktet Liebstadia och familjen Liebstadiidae. Inga underarter finns listade i Catalogue of Life.